# 리볼리로

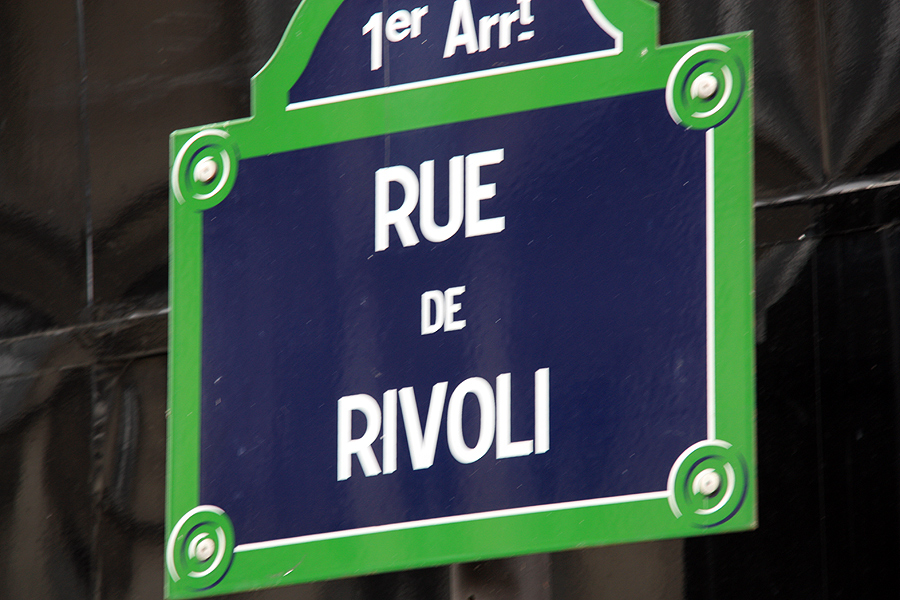
리볼리로 간판

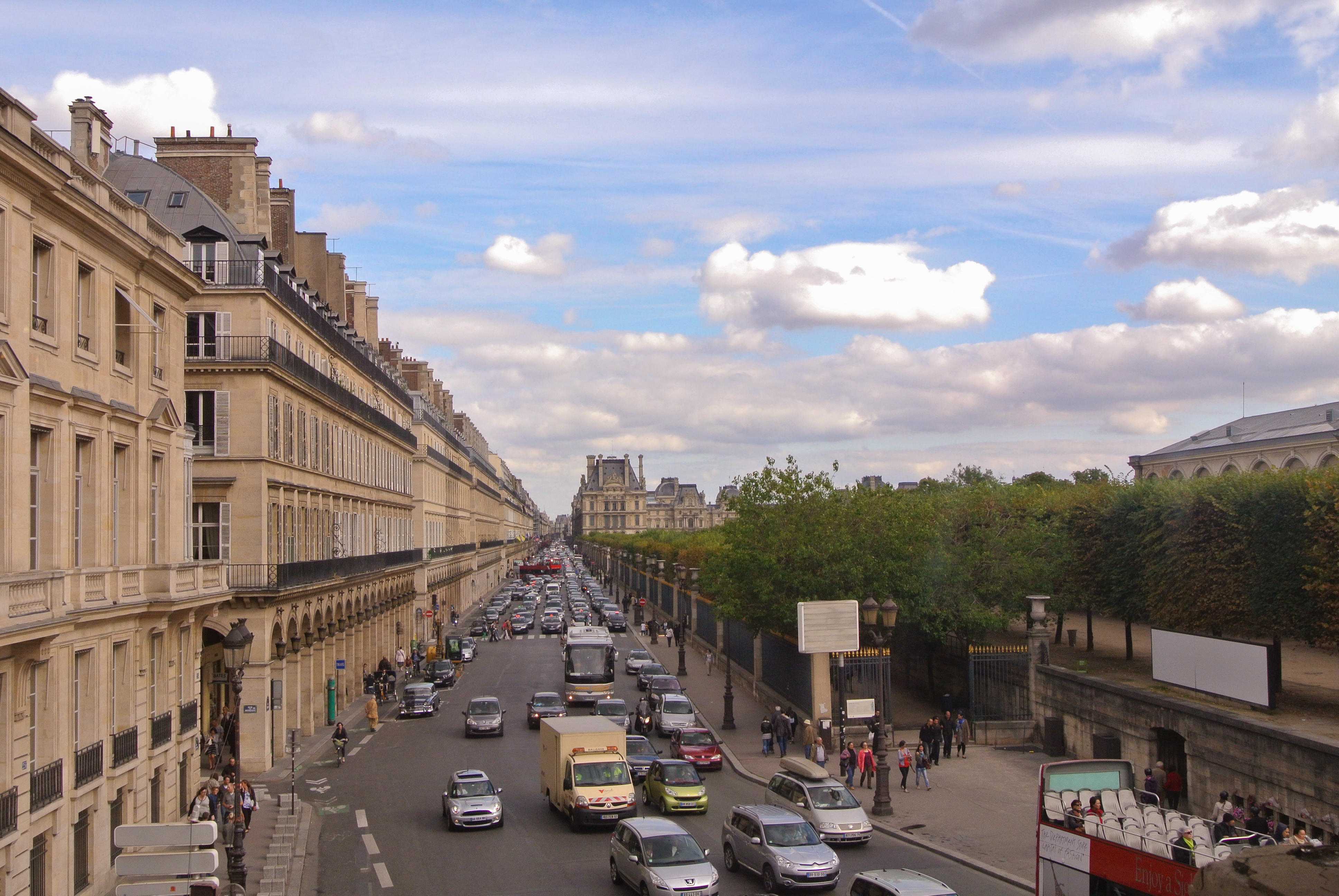
오텔 드 라 마리네에서 바라본 리볼리로와 퇼트리 정원

리볼리로(프랑스어: Rue de Rivoli 뤼 드 리볼리[*])는 프랑스 파리 중심부에 있는 거리이다. 파리의 대표적인 상점가로, 나폴레옹이 1797년 1월 14일부터 15일까지 벌어진 리볼리 전투에서 오스트리아군에 대한 초기 승리의 이름을 딴 것이다.